# 크로스노오잔스키에

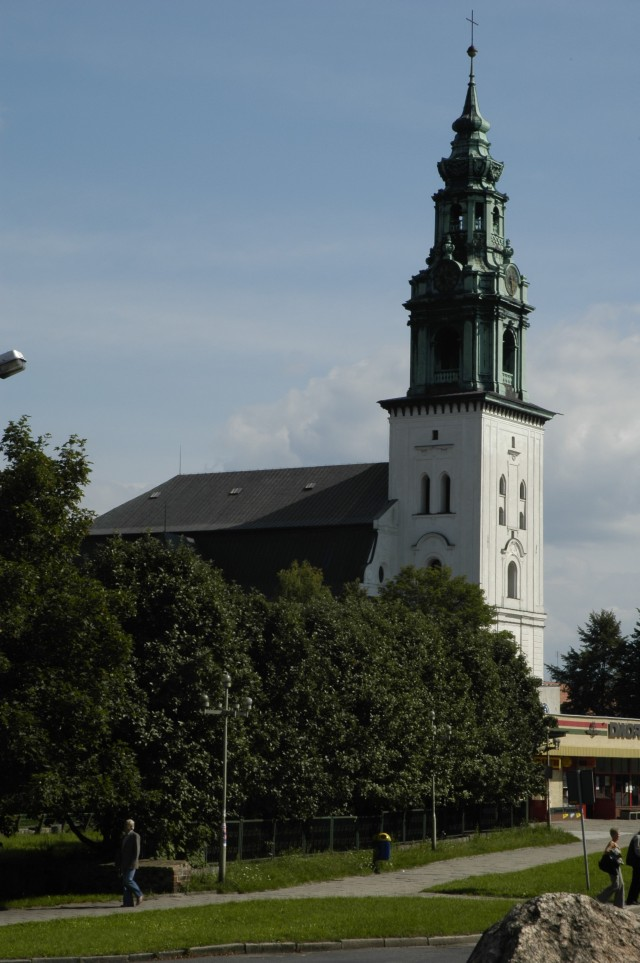
크로스노오잔스키에 교회

크로스노오잔스키에(폴란드어: Krosno Odrzańskie, 독일어: Crossen an der Oder 크로센안데어오데르[*])는 폴란드 서부 루부시주에 위치한 도시로 면적은 8.11km2, 높이는 38 ~ 85m, 인구는 12,100명(2006년 기준), 인구 밀도는 1,500명/km2이다. 오데르강 동안과 접한다.

시 문장